# Recorded Music NZ
Recorded Music NZ; kurz RMNZ ist eine gemeinnützige Handelsgesellschaft mit der Aufgabe, die Musikindustrie in Neuseeland zu vertreten sowie Interessen und Rechte der Plattenfirmen und Künstler durchzusetzen. Gegründet wurde die Organisation im Jahr 1972 als Recording Industry Association of New Zealand (RIANZ) und wurde im Jahr 2013 umbenannt. RMNZ vergibt seit 1978 die Auszeichnungen für Musikverkäufe und -nutzung.

## Verleihungsgrenzen der Tonträgerauszeichnungen
| Gold      | 10.000 | 7.500  |
| Platin    | 20.000 | 15.000 |
| 2× Platin | 40.000 | 30.000 |
| …         |        |        |

| Gold      | 10.000 | 5.000  | 7.500  | 15.000 |
| Platin    | 20.000 | 10.000 | 15.000 | 30.000 |
| 2× Platin | 40.000 | 20.000 | 30.000 | 60.000 |
| …         |        |        |        |        |

| Auszeichnung | Verkaufseinheiten |
| ------------ | ----------------- |
| Gold         | 2.500             |
| Platin       | 5.000             |
| 2× Platin    | 10.000            |
| …            |                   |